# Jeff Hawkins

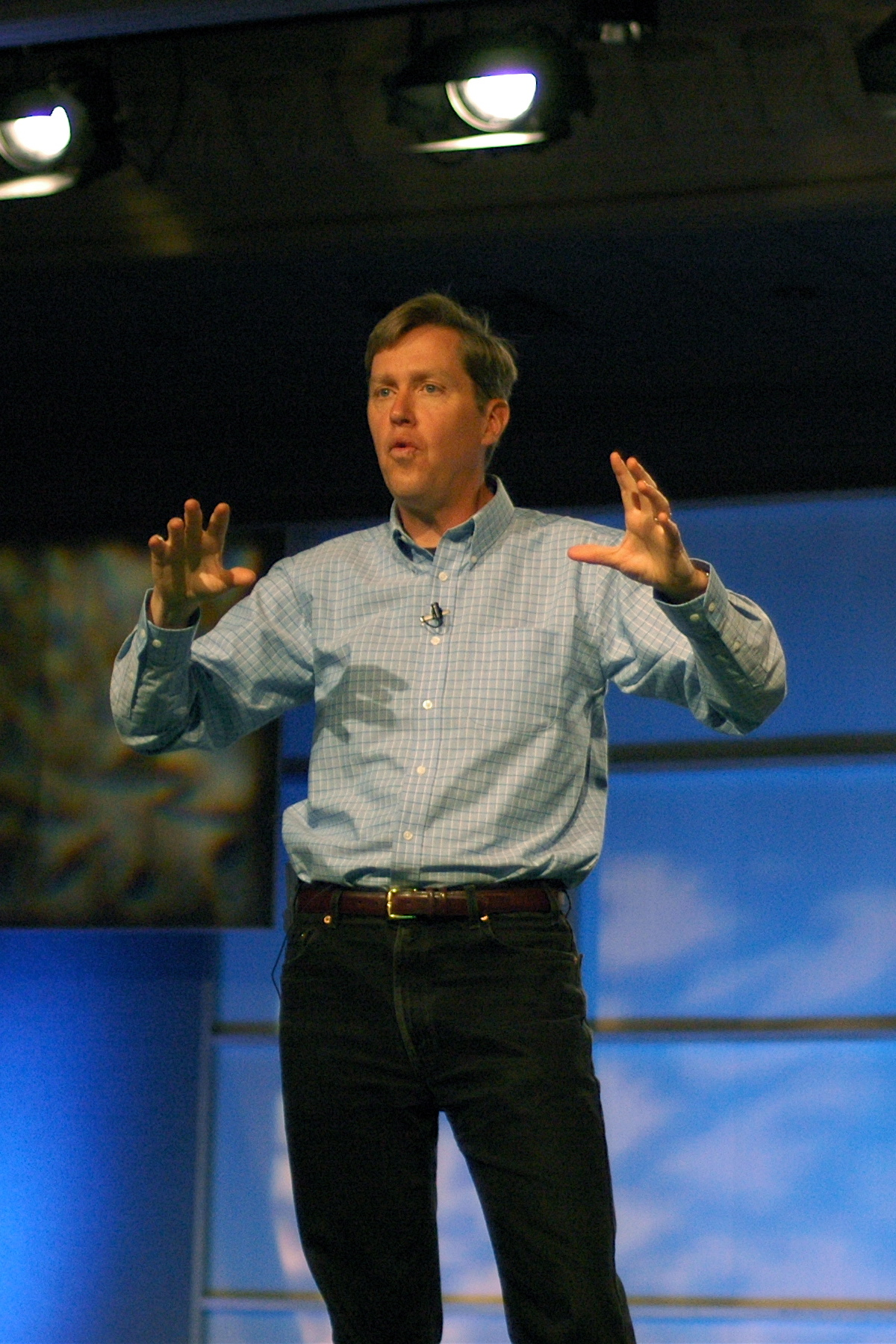
Jeff Hawkins (2007)

Jeff Hawkins (* 1. Juni 1957 in Long Island, New York) ist ein US-amerikanischer IT-Unternehmer und Neurowissenschaftler.

## Leben
Hawkins ist Mitgründer der Unternehmen Palm Inc., Handspring und Numenta sowie des Forschungslabors Redwood Neuroscience Institute (inzwischen Teil der University of California, Berkeley). Er hat einen der ersten PDAs – den von ihm entwickelten Palm Pilot – zu kommerziellem Erfolg geführt. Sein Interesse gilt der Erforschung der Intelligenz, um diese Erkenntnis zum Bau intelligenter Maschinen zu nutzen.

## Veröffentlichungen
- Jeff Hawkins, Sandra Blakeslee: Die Zukunft der Intelligenz. Rowohlt Tb., 2006, ISBN 978-3-499-62167-3 (englisch: On intelligence.).
- Jeff Hawkins, Sandra Blakeslee: On Intelligence. Owl Books, 2005, ISBN 978-0-8050-7853-4, S. 89.
- Jeff Hawkins, Richard Dawkins: A Thousand Brains: A New Theory of Intelligence. Basic Books, 2021, ISBN 978-1-5416-7581-0.